# Kh-55

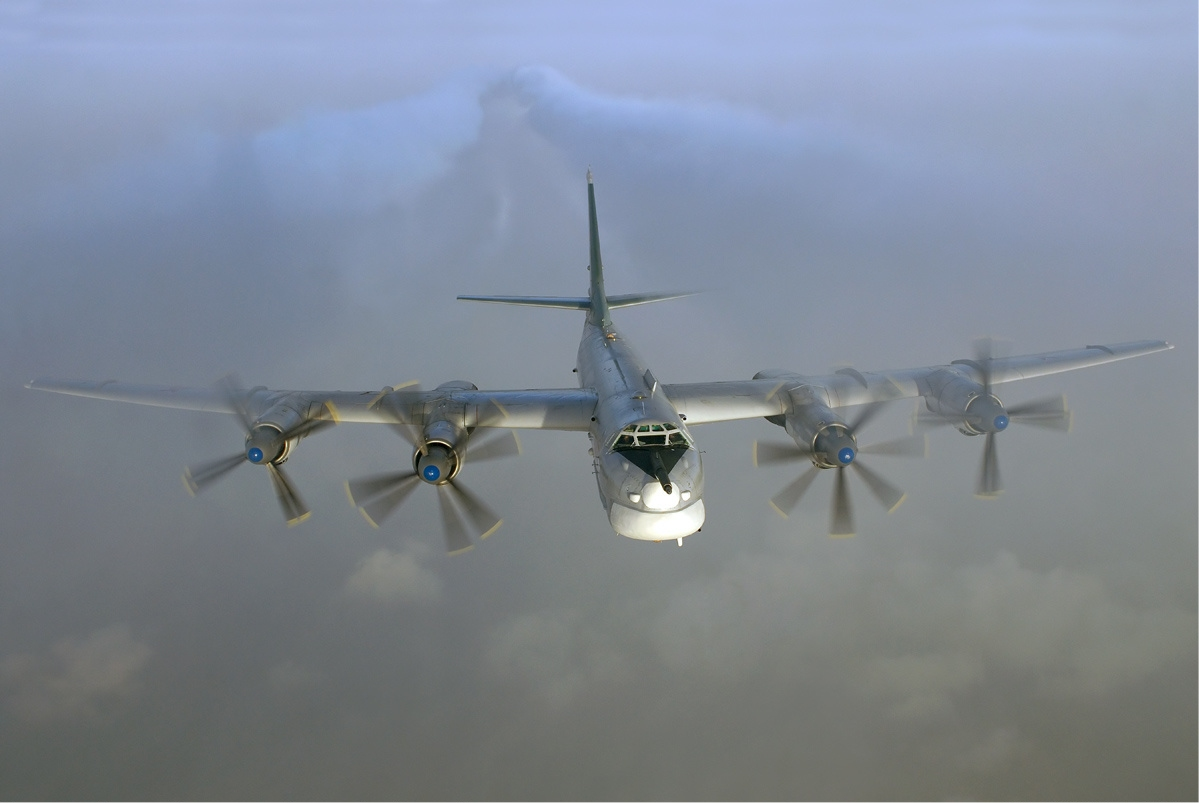
2007년 러시아 상공을 비행중인 Tu-95MS. Kh-55 순항미사일을 탑재한다.

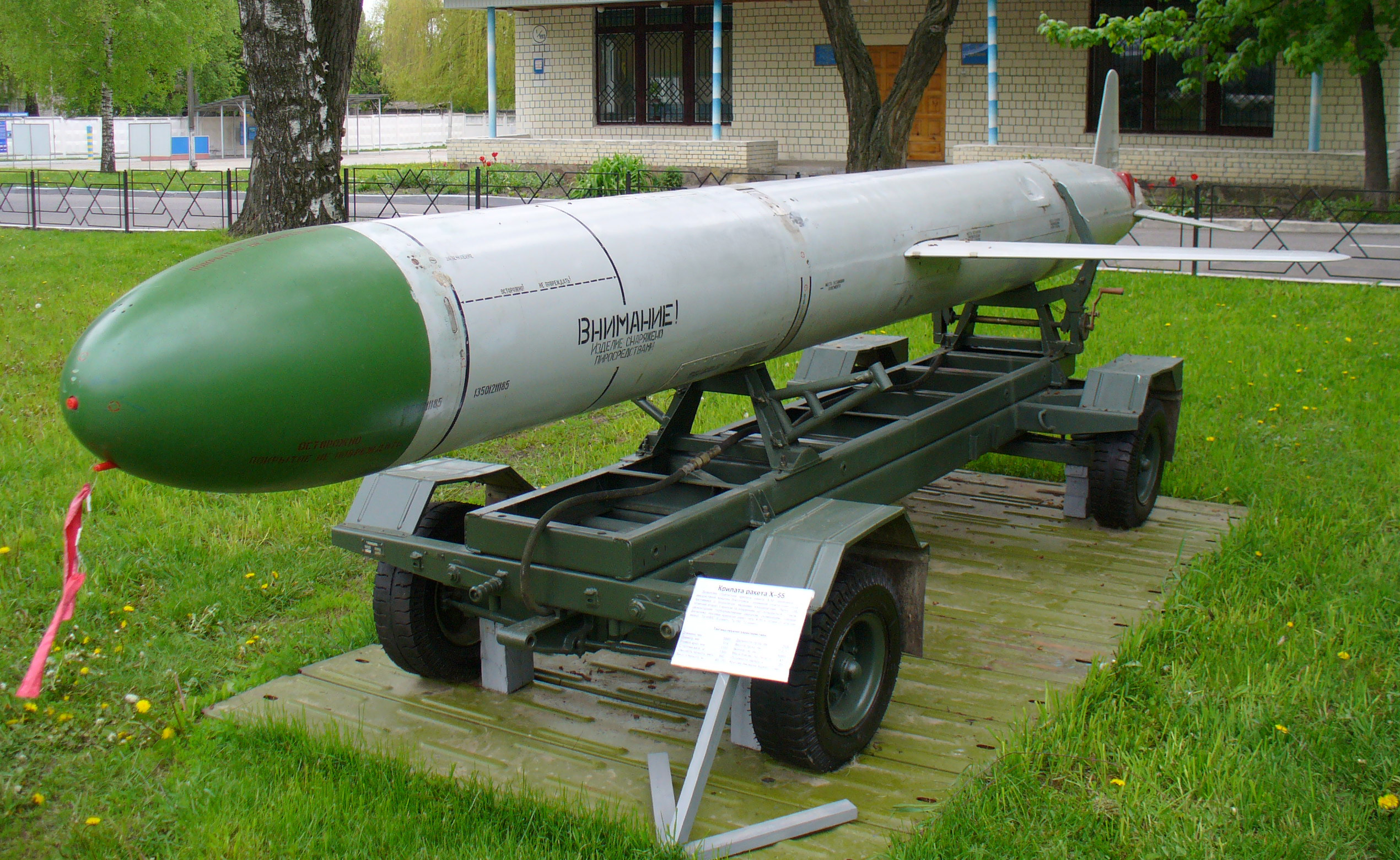
Kh-55 박물관에 전시 된 로켓.

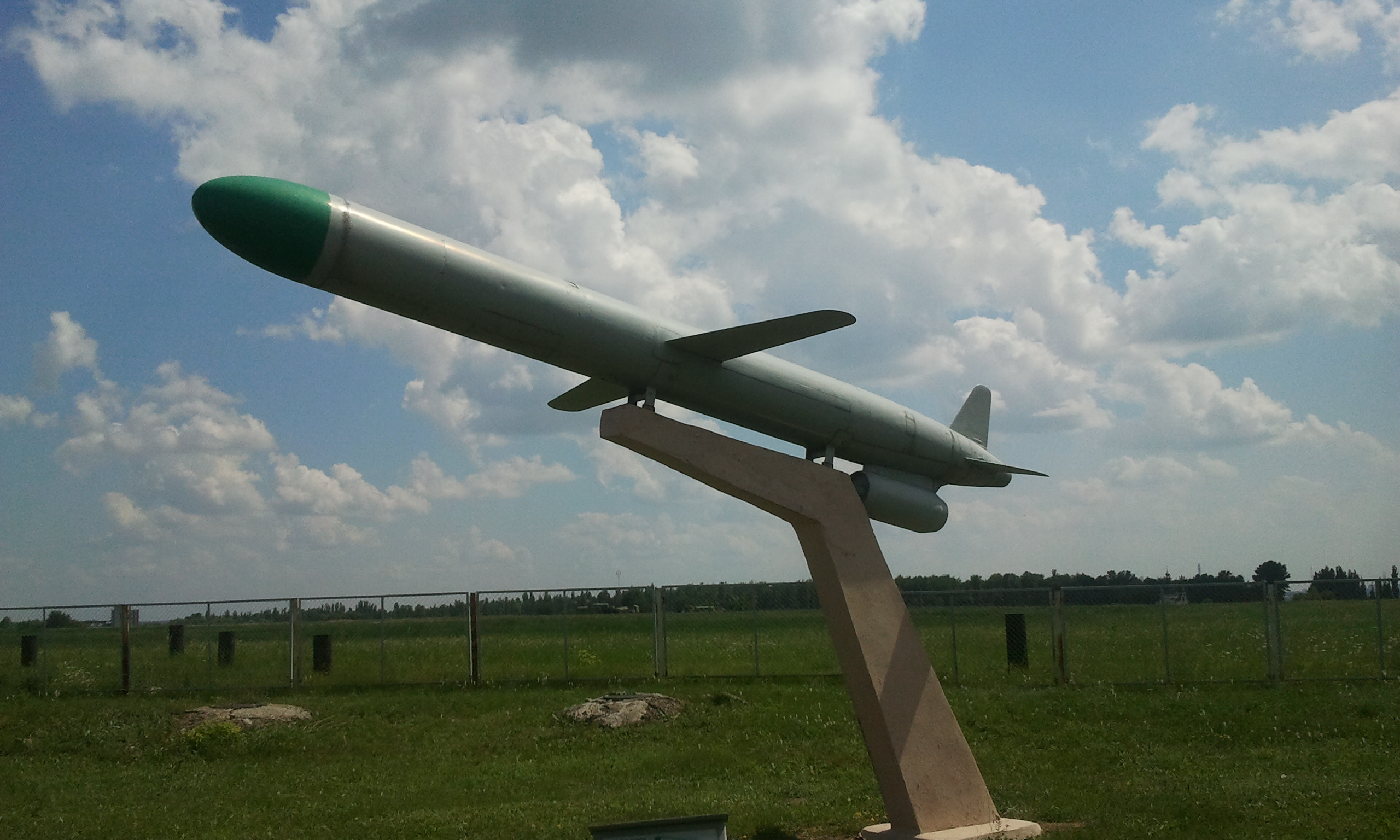
Kh-55 기념비로 표시된 로켓.

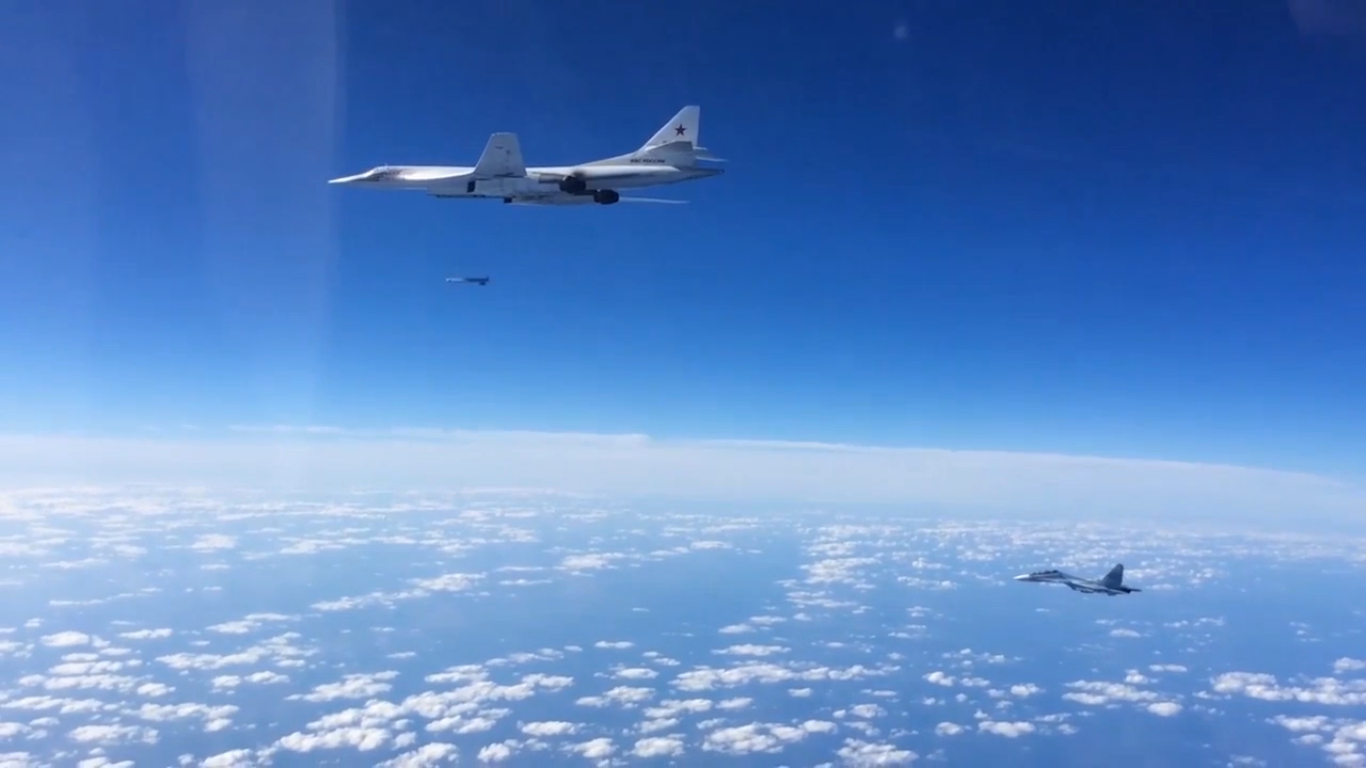
2015년 11월 Kh-101 순항미사일로 시리아를 공습중인 투폴레프 Tu-160

Kh-55는 러시아의 공중발사용 순항미사일이다. 나토명 AS-15 켄트이다. MKB 라두가에서 개발했으며, 사거리 3000 km에 재래식과 핵탄두 장착이 가능하다. 러시아의 투폴레프 Tu-95 전략 폭격기, 투폴레프 Tu-160 초음속 전략 폭격기에서 발사된다.

## 역사
1960년대 후반, 러시아 GosNIIAS 연구소는 고가의 초음속 대형 미사일들 보다는 아음속 소형 순항 미사일을 많이 배치하는 것이 훨씬 효율적이라는 결론을 내렸다. 1971년 라두가에서 공중 발사 순항 미사일을 개발하기 시작했다. Kh-55는 1976년에 초도비행했다. 1976년 9월 초도비행에 성공한 미국 AGM-86A ALCM 공중 발사 순항 미사일은 러시아에 큰 자극제가 되었다. 소련 공군은 1976년 12월 공중 발사 순항 미사일의 공식 소요제기를 하였다.
Kh-50은 스텔스 버전으로, 러시아판 재즘이라고 불린다. 외형이 미국의 AGM-158 JASSM과 똑같다. 재즘-ER의 사거리는 1000 km 이상이라고 하는데, Kh-50의 사거리는 1900 km이다.

## 파생형
- Kh-55 (NATO 'Kent-A', RKV-500A, Izdeliye 120) - 오리지날 모델, 사거리 2,500 km
- Kh-55-OK - 광학 카메라 유도
- Kh-55SM (NATO 'Kent-B', RKV-500B, Izdeliye 121) - 외부 연료탱크 추가. 사거리 3,000 km
- Kh-101/102 (Izdeliye 111) - 스텔스 버전. Kh-101은 400-450 kg 재래식탄두, Kh-102는 핵탄두. 사거리 2,200-2,400 km. Kh-101의 사거리가 4,500–5,500 km라는 다른 출처도 있음. 정확도를 높이기 위해 종말유도는 광학 카메라 유도를 채택.
- Kh-65SE - 전술 버전. 1992년. 410 kg 재래식 탄두에 사거리 600 km. INF 조약
- Kh-55/65SD (средней дальности Srednei Dalnosti - 'Medium Range') - 수출형 버전. 사거리 300 km
- Kh-555 (NATO 'Kent-C', Kh-55SE, Kh-55Sh) - 실전배치 2004년. 항법장치와 재래식 탄두가 개선됨
- Kh-BD 사거리 3,000-5,000 km, 재래식탄두, 핵탄두
- Kh-50 또는 Kh-SD - 스텔스 중단거리 버전. 재래식탄두, 핵탄두. 사거리 300-1900 km, 길이 6 m, GLONASS, DSMAC 유도
- 소마르 - 이란 버전. 호베이제 미사일 참조.

## Kh-101
- 유형: 공중 발사 순항 미사일
- 길이: 7.45 m
- 직경: 0.51 m
- 무게: 2.4 톤
- 탄두중량: 450 kg, Kh-102는 250-450 kt 핵탄두
- 순항속도: 마하 0.58
- 최대속도: 마하 0.78
- 비행지속시간: 10 시간
- 비행고도: 30 m
- 사거리: 2,500-2800 km
- 실전배치: 2012년
- 플랫폼: Tu-160 블랙잭, Tu-22 백파이어, Tu-95 베어, Su-27 플랭커

러시아 국방부는 사거리가 4500 km라고 주장한다. 마하 0.58 순항속도로 10시간 비행하면 7000 km 거리이다.

## 중국
Kh-55는 1995년 중국 상하이에 인도되었으며, 이를 바탕으로 중국은 비슷한 미사일을 개발했다.
중국의 CJ-10 미사일은 이전의 HN-3 미사일을 개량한 것이다. 새로운 디자인에는 우크라이나의 협조로, 소련의 Kh-55 순항미사일이 참고되었다고 한다. 중국은 파키스탄과 아프가니스탄에서 불발탄인 미국의 토마호크 미사일 다수를 획득했다. 당시 미국은 1999년 탈레반에 대한 공격을 가했었다. CJ-10 미사일 개발에 이용되었을 것으로 보고 있다.

## 이란
이란 국방부에 따르면 호베이제 미사일은 2015년 처음 공개된 수마르 순항미사일을 업그레이드 한 것이다. 수마르 미사일의 사거리는 700 km이다. 그러나 이란이 2001년 우크라이나에서 획득한 러시아 Kh-55와 닮았다. 그래서 수마르 미사일의 실제 사거리는 2000-3000 km 일 수도 있다고 분석되었다.
2019년 2월 2일, 사거리 1350 km의 '호베이제'(Hoveizeh) 신형 순항미사일을 성공적으로 시험발사했다. 미사일 발사장면을 방영한 이란 국영 TV는 아미르 하타미 국방장관의 말을 인용해 자체 이름 ‘호베이제(Hoveizeh)’ 순항미사일 실험이 이뤄져 1,200 km의 표적에 정확히 명중하는 데 성공했다고 보도했다.
이란 수도 테헤란에서 사우디 수도 리야드까지는 1300 km, 이란 최근접 지역에서 리야드 까지는 600 km 떨어져 있다.

## 사용국가
- 러시아: 러시아 공군
- 중국 6
- 이란: 12[1]

## 같이 보기
- RK-55
- AGM-129 ACM
- 수마르